# Lady of the Night (1925)
Lady of the Night (bra: A Dama da Noite) é um filme mudo estadunidense, do gênero drama romântico, dirigido por Monta Bell, e estrelado por Norma Shearer em dois papéis.

## Sinopse
A história de duas mulheres, nascidas próximas, mas em mundos diferentes: Molly Helmer (Norma Shearer), filha do ladrão Chris Helmer (Lew Harvey), e Florence Banning (Norma Shearer), filha do Juiz Banning (Fred Esmelton), que sentenciou o pai de Molly a vinte anos de prisão.  As vidas das garotas se unem quando elas completam dezoito anos, depois que Florence gradua-se em uma escola particular exclusiva, e Molly – agora órfã – começa sua vida livre do reformatório.

## Elenco
- Norma Shearer como Molly Helmer / Florence Banning
- Malcolm McGregor como David Page (creditado como Malcolm MacGregor)
- Dale Fuller como Srta. Carr
- George K. Arthur como "Chunky" Dunn
- Fred Esmelton como Juiz Banning
- Lew Harvey como Chris Helmer, pai de Molly
- Gwen Lee como Amiga de Molly
- Betty Morrissey como Gertie, amiga de Molly
- Joan Crawford como Dublê de Shearer (não-creditada)

## Recepção

### Bilheteria
De acordo com os registros da Metro-Goldwyn-Mayer, o filme arrecadou US$ 235.000 nacionalmente e US$ 91.000 no exterior, totalizando US$ 326.000 mundialmente. O retorno lucrativo da produção foi de US$ 96.000.